# Dalten
Dalten är en kulle i Antarktis. Den ligger i Östantarktis. Norge gör anspråk på området. Toppen på Dalten är 1 575 meter över havet.
Terrängen runt Dalten är lite kuperad, och sluttar norrut. Trakten är obefolkad. Det finns inga samhällen i närheten. 